# Strafgesetzbuch (Estland)
Das Estnische Strafgesetzbuch (estnisch karistusseadustik) ist die estnische Strafrechtskodifikation und die Hauptrechtsquelle des estnischen materiellen Strafrechts. Das Gesetzbuch wurde am 6. Juni 2001 verabschiedet und trat am 1. September 2002 in Kraft. Der Allgemeine Teil wurde vom deutschen Strafrecht beeinflusst. Das Estnische Strafgesetzbuch verankerte die Haftung der juristischen Personen. Die Straftaten nach dem Kodex sind Verbrechen und Strafvergehen.